# Beleriand
Beleriand es un lugar ficticio perteneciente al legendarium del escritor británico J. R. R. Tolkien, y que aparece en su libro póstumo El Silmarillion. En esta se cuenta la historia de las primeras edades de la Tierra Media en un estilo similar a los cuentos de héroes épicos de la literatura nórdica, las Edda. Era un subcontinente situado al noroeste de la Tierra Media durante la Primera Edad del Sol. Originalmente el nombre perteneció solo al área alrededor de la bahía de Balar, pero con el tiempo el mismo se aplicó a la región entera.
El nombre Beleriand en el idioma élfico sindarin se traduce como ‘grandes tierras’ (bele = ‘amplio’, ‘ancho’, ‘grande’; and = ‘tierra’), aunque otros dicen que quiere decir ‘tierras en torno a Balar’.[¿quién?] Beleriand también aparece en El libro de los cuentos perdidos.

## Geografía
Al oeste y al Sur tiene una gran costa que limita con el Gran Mar de Belegaer; al norte estaban las regiones altas de Hithlum, Dorthonion y las colinas de Himring; al este las Ered Luin (las Montañas Azules) corriendo de norte a sur y llegando cerca del mar. La tierra de Nevrast, al noroeste, fue a veces considerada parte de Beleriand.
El río Sirion, el mayor de Beleriand, corría de norte a sur, dividiendo la región en Beleriand Occidental y Beleriand Oriental. Cruzándola de este a oeste había una serie de colinas y una elevación escarpada llamada Andram (la Gran Pared). El río Sirion se hundía bajo tierra en los pantanos del Sirion, y reemergía bajo la Andram en las puertas del Sirion. Al este de la Gran Pared, estaba el río Gelion y sus seis tributarios naciendo de Ered Luin, en una región conocida como Ossiriand o la Tierra de los Siete Ríos. Al oeste, los ríos Brithon y Nenning eran los ríos más pequeños de la tierra, al oeste de las Falas. Al norte de Beleriand, después del retorno de los Noldor, estas regiones se convertirían al Oriente en las tierras de los hijos de Fëanor, y al Occidente en las tierras de Fingolfin el Rey Supremo de los Noldor en el exilio y sus hijos. Las tierras intermedias entre estas dos regiones serían las de los hijos de Finarfin: Angrod, Aegnor y Finrod.
En el volumen IV de La historia de la Tierra Media aparecen los primeros mapas de Beleriand, que todavía se llamaba Broseliand, mostrando la elevación de la tierra mediante el uso de las curvas de nivel.
En el noroeste de Beleriand, al norte de Hithlum y entre Ered Lómin (las montañas del eco) y la costa de Belegaer (el Gran Mar), existía una región llamada Lammoth. Lammoth significa "el gran eco", y se llama así porque es allí donde Morgoth y Ungoliant huyeron después de que el oscurecimiento de Valinor, y el robo de los Silmarils por Morgoth. Ungoliant deseaba los Silmarils, y atacó a Morgoth con el fin de obtenerlos. Este último dejó escapar un gran grito, que resonó por todo el norte de la Tierra Media. Como se dice en el Silmarillion:

Pero Ungoliant había crecido y Morgoth era ahora más pequeño a causa del poder que había salido de él... Entonces Morgoth lanzó un grito terrible cuyos ecos resonaron en las montañas. Fue así que esa región se llamó Lammoth; porque esos ecos la habitaron después para siempre, y despertaban cada vez que alguien gritaba allí, y todas las tierras yermas entre las colinas y el mar se llenaban de un clamor de voces angustiadas. El grito de Morgoth a esa hora fue el más grande y terrible de los que se habían oído en el mundo del norte.
— Tolkien, 1984, «De la huida de los Noldor».

En «De Tuor y su llegada a Gondolin» en los Cuentos inconclusos, el nombre del lugar se refiere a las propiedades acústicas de la ubicación y las reverberaciones naturales que causan. Cuando Fëanor aterrizó en la Primera Edad «las voces de su anfitrión se creció a un clamor poderoso» por las montañas de eco.

## Reinos de Beleriand

### Arvernien
Arvernien es la región más al sur de Beleriand, que limita al este con las bocas del Sirion. Las bocas fueron el refugio de los remanentes de los Eldar y los Edain de Beleriand después de la Nirnaeth Arnoediad y el saqueo de Menegroth. Esta región también estuvo habitada por los Sindar que sobrevivieron a la caída de Doriath, por algunos de los Noldor Nargothrond y Gondolin, así como por los pocos sobrevivientes de las Tres Casas de los Edain.
Los primeros gobernantes de esta región fueron Tuor de los Edain e Idril de Gondolin. Más tarde, su hijo Eärendil, el medio elfo, se casó con Elwing, la medio elfa, hija de Dior y el sobreviviente del saqueo a Doriath. Elros y Elrond, los hijos de Eärendil y Elwing, nacieron en Arvernien. Elwing tenía el Silmaril de Beren y Lúthien. Los refugiados construyeron muchos barcos, navegando por los mares y cerca de la isla de Balar, donde Círdan había huido con los sobrevivientes de Eglarest y Brithombar.
Eärendil construyó el barco Vingilótë y navegó en búsqueda de la oculta tierra de Valinor para pedir el perdón de los Valar. Pero a pesar de sus viajes lo llevaron a las muchas costas, Eärendil no tuvo éxito en su misión de encontrar Valinor. Mientras estaba en el mar, los hijos sobrevivientes de Fëanor atacaron a las bocas del Sirion para recuperar el Silmaril. Mataron a mucha gente, pero casi todos ellos resultaron muertos en el ataque, a excepción de Maedhros y Maglor. Elwing se arrojó en el mar con el Silmaril, pero fue salvada por Ulmo el Vala y enviada a Eärendil. Maglor más tarde se arrepintió, y tomó a Elros y a Elrond como sus hijos adoptivos.
Con el poder del Silmaril, Eärendil y Elwing encontraron un pasaje a Valinor, donde se rogaron por los Elfos y los Hombres a los Valar. En una versión de la mitología del Silmarillion, el jefe del ejército de los Valar aterrizó en las bocas del Sirion durante la Guerra de la Ira.

### Doriath
Doriath es el reino de los Sindar, los Elfos Grises del Rey Thingol en Beleriand. Junto con los otros grandes Bosques del legendarium de Tolkien, como el Bosque Negro, Fangorn y Lothlórien que sirven de escenario central de su época, la Primera Edad. En esta lugar muchos de los personajes notables y acontecimientos aparecen como por ejemplo: la gesta de Beren y Lúthien en Las Baladas de Beleriand, partes de Los Hijos de Húrin y, por supuesto, El Silmarillion. Se le llamó también el Reino Guardado debido a que la maia Melian lanzó encantamiento sobre aquella tierra (Cintura de Melian), así que nadie puede entrar sin el permiso del rey Thingol.

### Beleriand Oriental
Himlad (en sindarin ‘llanura fría’) era una tierra en el noreste de Beleriand situada entre los ríos Celon y Aros. Limitaba al norte con Lothlann en las colinas de Himring y la Frontera de Maedhros. Junto con el paso de Aglon, Himlad fue gobernada por Celegorm y Curufin hasta la Dagor Bragollach, tras lo cual permaneció deshabitada. Thargelion (Sindarin "más allá de Gelion ') era la tierra al este del río Gelion y al norte del río Ascar, y por lo tanto no cuentan como parte de Ossiriand. Después del exilio de los Noldor esta fue la tierra de Caranthir, uno de los hijos de Fëanor, y después de él esta tierra fue frecuentemente llamada como Caranthir Dor. La Segunda Casa de los Hombres habitó brevemente aquí hasta que fueron casi eliminados en un ataque orco.
La Hondonada de Maglor, era una región de tierras bajas situadas entre Himring y las Montañas Azules, la mayor brecha en el norte de las montañas cercadas de Beleriand. Fue protegida contra las fuerzas de Morgoth en la Primera Edad temprana por Maglor, segundo hijo de Fëanor. Durante la Dagor Aglareb la brecha fue violada por los Orcos, sin embargo estos fueron rechazados. Durante la Dagor Bragollach, Glaurung logró atravesar el paso y los elfos fueron derrotados; Maglor huyó a Himring, junto con la mayoría de los supervivientes de la batalla y Thargelion quedó desierta.

### Falas
Falas era el reino de Círdan el Carpintero de Barcos y su gente, los Elfos Sindarin que eran conocidos como los Falathrim. Vivían en dos grandes puertos amurallados, Eglarest en la desembocadura del río Nenning, y al norte de este, Brithombar, en la desembocadura del río Brithon. Los Puertos fueron sitiados durante la Primera Batalla de Beleriand, pero durante la Dagor-nuin-Giliath los Orcos que sitiaron la ciudad fueron al norte para combatir a los Noldor, y todos fueron asesinados. Después del 45 PE, Beleriand Occidental fue gobernado por Finrod Felagund que gobernó desde Nargothrond, y Círdan era su aliado.

### Gondolin
Gondolin fue una ciudad secreta de los Elfos en el norte de Beleriand. Como se relata en El Silmarillion, el Vala Ulmo, Señor de las Aguas, reveló la ubicación del Valle de Tumladen al señor de los Noldor Turgon en un sueño. Bajo esta orientación divina, Turgon viajó desde su reino en Nevrast y encontró el valle. Dentro de las Echoriath (las Montañas Circundantes), al oeste de Dorthonion y al este del río Sirion, había una llanura redonda con paredes verticales en todos los lados y un barranco con un túnel de salida al suroeste conocido como el Camino Oculto. En el centro del valle había una empinada colina que se llamaba Amon Gwareth. allí Turgon decidió fundar una gran ciudad, inspirada por la ciudad de Tirion en Valinor que los Noldor habían dejado atrás cuando se fueron al exilio, así estaría protegida por las montañas y escondida de la oscuridad de Morgoth.
Turgon y su gente construyeron Gondolin en secreto. Después que se terminó, se llevó a vivir con él en la ciudad a su pueblo en Nevrast —casi un tercio de los Noldor de la Casa de Fingolfin—, así como casi tres cuartas partes de los Sindar norte.

### Hithlum
Hithlum es la región al norte de Beleriand, cerca de la Helcaraxë. Que se separó de Beleriand adecuada por la cadena montañosa de las Ered Wethrin, y lleva el nombre de las brumas de mar que se formabas en ocasiones allí: Hithlum es sindarin para ‘neblinas de sombra’; su contraparte quenya es Hísilómë. Hithlum fue subdividida en Mithrim, donde los reyes de los Noldor tenían sus salas, y Dor-lómin, que más tarde se convirtió en un feudo de la Casa de Hador. Hithlum era fría y lluviosa, pero muy fértil.
Las Ered Wethrin (‘montañas de la sombra’) formaron el sur y el oriente un gran muro, y solo tenía unos cuantos pasos, por lo que era una línea defensiva natural. El muro occidental era formado por los Ered Lómin, que se curvaban hacia el noroeste en dirección a Helcaraxë. La tierra de Lammoth se encontraba al oeste de las Ered Lómin y no era parte de Beleriand o Hithlum. La tierra de Nevrast fue separada de Hithlum por la parte sur de la cordillera Lómin Ered. Nevrast era vista generalmente como parte de Hithlum, pero su clima era el de Beleriand.
Más tarde, en la Primera Edad, Hithlum estaba continuamente bajo el ataque de Morgoth, hasta que finalmente fueron vencidos en la Nirnaeth Arnoediad. Los Hadorians estaban dispersos, asesinados o esclavizados, los Noldor que no consiguieron escapar a tiempo fueron esclavizados en las minas de Morgoth, y Morgoth atrapo a los Hombres del Este allí. Hithlum fue completamente destruida durante la Guerra de la Cólera.

### La frontera de Maedhros
Cuando los hijos de Fëanor fueron al este después de Thingol, Fëanor después de la Primera Matanza de Elfos contra Elfos en Alqualondë, hizo construir una gran fortaleza en la colina de Himring al noreste de Beleriand. Era el principal baluarte de Maedhros, de donde se custodiaba la región fronteriza del noreste que se conoce como la Frontera de Maedhros. Al este de ellas estaba la "Brecha de Maglor" y "Ered Luin", y al oeste, estaba el paso de Aglon, que Celegorm y Curufin vigilaban.
La fortaleza en Himring fue el único lugar en el Beleriand Oriental en mantenerse firme a través de la Dagor Bragollach, y muchos de los sobrevivientes de las regiones circundantes, incluyendo a Maglor el hermano Maedhros, se reunieron allí. Sin embargo, en la Batalla de las Lágrimas Innumerables, los hijos de Fëanor fueron completamente derrotados; La Frontera de Maedhros ya no existía, y el Cerro de Himring fue tomado por los soldados de Angband. Después del hundimiento de Beleriand en el mar durante la Guerra de la Cólera, el pico de Himring se mantuvo por encima de las olas y se convirtió en la Isla de Himring.

### Nargothrond
Nargothrond (Sindarin. "La gran fortaleza subterránea en el río Narog"), llamado Nulukkhizdîn por los Enanos, fue la fortaleza construida por Finrod Felagund, la cual se adentra en las orillas del río Narog en Beleriand, y en las tierras del norte (la Talath Dirnen o Planicie Guardada) gobernada por la ciudad. Inspirado por Menegroth en Doriath, y buscando un lugar escondido en donde estar a salvo de las fuerzas de Morgoth, Finrod se estableció allí en los primeros años de la Primera Edad, en medio de las Cavernas del Narog debajo de las colinas boscosas de Taur-en-Faroth en la orilla occidental del Narog.
Los habitantes originales de este sistema de enorme de cuevas habían sido los Nibin Noegyth, también llamados los "Enanos mezquinos", pero si fueron expulsados de sus hogares por la gente de Finrod, o más temprano por los Sindar cercanos, no se dice en ningún relato. Finrod gobernó Nargothrond hasta que se unió a Beren en su búsqueda de los Silmarils, y la regencia pasó a su sobrino (o hermano) Orodreth.
Después, Túrin Turambar llegó a Nargothrond y se convirtió en uno de sus más grandes guerreros, pero también convenció a la gente de luchar abiertamente contra Morgoth (el puente fue construido en ese momento), lo que finalmente llevó a su saqueo por parte del ejército del dragón Glaurung. Glaurung utilizó entonces a Nargothrond como su guarida hasta su muerte poco tiempo después en manos de Túrin, después de que las cuevas fueran reclamados por Mîm, el último de los enanos mezquinos, hasta que él mismo fue asesinado por Húrin, padre de Túrin. Después de la hazaña de Húrin, las cuevas fueron probablemente abandonadas por completo, ya que quedan fuera de la historia de ficción de Tolkien, lo más probable es que se hayan inundado y finalmente se perdieron junto con el resto de Beleriand al final de la Primera Edad.

### Nevrast
Nevrast es una región costera en el norte de Beleriand. El nombre significa costa de aquende en Sindarin, en contraposición a la distante orilla de Aman, y se aplicó originalmente a todas las costas de Beleriand (aunque Nevrast en general no se incluyen en el oeste de Beleriand). Nevrast fue el centro del reino élfico de Turgon alrededor de un siglo, hasta el 125 PE, cuando el pueblo comenzó su viaje a Gondolin. La capital de Turgon (y parece que la única ciudad de Nevrast) fue Vinyamar.
La tierra no fue habitada de forma permanente luego de eso, de hecho, fue abandonada por completo hasta que Tuor llegó allí, guiado por Ulmo. Nevrast fue la primera parte de Beleriand en que los Noldor se establecieron, pero había sido habitada previamente por los Sindar.

### Ossiriand
Ossiriand, o ‘tierra de los siete ríos’, fue la región más oriental de Beleriand durante la Primera Edad, que se extendía entre las Ered Luin y el río Gelion. Los siete ríos eran, de norte a sur:
- El río Gelion
- El río Ascar o Rathlóriel
- El río Thalos
- El río Legolin
- El río Brilthor
- El río Duilwen
- El río Adurant

A lo largo de la costa norte del Ascar corría el camino enano que conducía a Nogrod. Ossiriand era una tierra verde y boscosa, y no fue poblada por los Sindar. En la temprana Primera Edad, antes de la aparición de la Luna, una parte de los elfos telerin llamados Nandor entraron en Ossiriand bajo el mandato de su líder Denethor, y Thingol les concedió permiso para habitar esas tierras. Se hicieron conocidos como los laiquendi, o elfos verdes.
Al norte de Ossiriand estaba la tierra de Thargelion, y al sur del río Adurant más tarde estaría la «tierra de los muertos que viven», donde Lúthien y Beren vivirían sus segundas vidas juntos. Ossiriand era la única parte de Beleriand que sobrevivió a la Guerra de la Cólera, pero el Belegaer rompió la cadena de montañas en el antiguo cauce del Ascar, creando el golfo de Lhûn. En la Segunda y Tercera Edad, las antiguas tierras de Ossiriand y Thargelion fueron conocidas como Lindon, donde Gil-galad y Círdan gobernaron.

### Dor Daedeloth
Dor Daedeloth, más conocida como "La Tierra de la Sombra de Horror", Estaba alrededor de la fortaleza de Angband, y en ambos lados de las Ered Engrin. Fue aquí donde los orcos y otras criaturas de Morgoth vivieron y reprodujeron. Daedeloth Dor estaba al norte de Ard-galen, la gran Llanura del norte cubierta de hierba de Beleriand. La marcha de los Noldor en la temprana Primera Edad se detuvo allí, cuando Fëanor fue mortalmente herido por los Balrogs. Los Noldor entonces cercaron la tierra (por lo menos en el sur), iniciando el Sitio de Angband.

## Historia
En el año 583 de la Primera Edad, Beleriand fue en su mayor parte sumergida por la Guerra de la Cólera de los Valar contra Morgoth. Solo una pequeña sección de Beleriand Oriental permaneció emergida, y fue conocida como Lindon. Hay, sin embargo, evidencia de que otras partes permanecieron en la Segunda Edad, pero fueron completamente destruidas con el hundimiento de Númenor.
Adicionalmente, en cumplimiento a una profecía, las tumbas de Turin Turámbar y Morwen sobrevivieron como la isla de Tol Morwen. Del mismo modo, parte de Dorthonion se convirtió en Tol Fuin, y la Colina de Himring en la isla de Himling. Todas ellas, en conjunto, fueron conocidas como las Islas del Oeste. Es de destacar lo que Galadriel le dijo a Bárbol en su despedida de Isengard:

No en la Tierra Media, ni antes que las tierras que están bajo las aguas emerjan otra vez. Entonces quizá volvamos a encontrarnos en los saucedales de Tasarinan en la primavera. ¡Adiós!
— Tolkien, 1980, «Numerosas Separaciones».

Esto parece implicar que Beleriand podría emerger de las aguas alguna vez.

## Concepto y creación
Beleriand tuvo muchos nombres diferentes en los primeros escritos de Tolkien:
- Broceliand, Broseliand, como el bosque de Brocelianda en Bretaña (Francia), escenario de episodios de la leyenda artúrica.
- Golodhinand, Noldórinan ("valle de los Noldor")
- Geleriand
- Bladorinand
- Belaurien
- Arsiriand
- Lassiriand
- Ossiriand (más tarde usado como un nombre para la parte más oriental de Beleriand).

## Ciudades
- Belegost, de los Enanos
- Brithombar, de las Falas
- Eglarest, de las Falas
- Gondolin, de Turgon
- Himring, de Maedhros
- Menegroth, de Thingol
- Nargothrond, de Finrod y Orodreth
- Nogrod, de los Enanos
- Vinyamar, de Turgon

## Orografía
- Ered Wethrin, las Montañas de la Sombra, entre Hithlum y Beleriand, al Noroeste
- Ered Luin, las Montañas Azules o Ered Lindon (Montañas del Canto) entre Beleriand y Eriador al este
- Ered Gorgoroth, las Montañas del Terror, al sur de Dorthonion
- Ered Lómin, las Montañas del Eco, al oeste de Hithlum
- Ered Engrin, las Montañas de Hierro, más al norte de Belerind, donde se encontraba Angband